# 제12회 부산국제어린이청소년영화제
제12회 부산국제어린이청소년영화제는 2017년 7월 12일에 열린 시상식이다.

## 수상 및 후보

### 마법의 필름 상
- 괴물 - 에스쿨라 파르쿠의 애니메이션 워크샵 학생들 수상
- 행 - 조한나 수상

### 마음의 별빛 상
- 촌에서 온 그녀 - 이승아 외 2명 수상
- 두 번 살아나는 학교 - 리코 이시이 수상

### 파란하늘상
- 피에 젖은 수건 - 정수연 수상
- 8월의 크리스마스 - 송혜린 수상

### 넓은바다상
- 유전자 과일 - 창 자이안 수상
- 쌍둥이 - 장호선 수상

### 맑은바람상
- 어덕행덕- 어차피 덕질을 할 거면 행복하게 덕질하자! - 김진욱 수상
- 첫사랑 - 셜리 쉬 수상

### 관객인기 상
- 수상한게임 - 두근두근방과후 두근시네마 팀 수상
- 첫사랑 - 셜리 쉬 수상

### 이야기놀이상
- 무엇을 지키고 싶나요? - 토토즐 지키자프로젝트 수상

### 아시아타이업상
- 행 - 조한나 수상

### 레디~액션! 12
- 어덕행덕- 어차피 덕질을 할 거면 행복하게 덕질하자! - 김진욱
- 나홀로 사춘기 - 권은희 외 1명
- 남해트래킹 - 김현진 외 2명
- 되고 싶은 것 - 라미로 솔란스 초등학교
- 무엇을 지키고 싶나요? - 토토즐 지키자프로젝트
- 발렌티나와 산치타 - 기케 팔리야 하인즈 외 1명
- 엄마들과 할머니들 - 체치엔 첸 외 5명
- 창문으로 - 로스 트라스틸로스
- 촌에서 온 그녀 - 이승아 외 2명
- 괴물 - 에스쿨라 파르쿠의 애니메이션 워크샵 학생들
- 꿈의 슈퍼 - 카오 리 양 외 2명
- 땡땡이 - 강예찬
- 마지막 싸움 - 레오 험프리 뉴먼 외 1명
- 바이러스 - 마리싸 부엔디아 실바 외 1명
- 수상한게임 - 두근두근방과후 두근시네마 팀
- 쓰레기포스 - 강석진
- 유전자 과일 - 창 자이안
- 잘못 뽑은 반장 - 서구원
- 피에 젖은 수건 - 정수연
- 소년과 마녀 - 메이플 워크 학교

### 레디~액션! 18
- 8월의 크리스마스 - 송혜린
- 나의 어머니 - 권유림
- 백일몽 - 배연우
- 토끼와 거북이 - 하선웅
- 행 - 조한나
- 19禁 - 안수현 외 2명
- 당근도장 - 석지원
- 덫 - 백소윤
- 쌍둥이 - 장호선
- 가면 - 허윤
- 가족사진 - 강예진
- 두 번 살아나는 학교 - 리코 이시이
- 발명가 파랑이 - 조나스 윌리어
- 첫사랑 - 셜리 쉬
- 나만의 여행 - 라데야 제가데바
- 야자탈출 - 김한결
- 제노비스 신드롬 - 김해인
- 차카게 살자 - 심우재
- 해 뜰 날 - 심은하
- 아버지 - 김희연

### 리본더비키
- 100인의 위인 - 신화빈 외 2명
- 69 - 나탈리아 산체스 페레즈
- 나는 혼자입니다. - 김예현
- 내가 가진힘 - 장예림
- 데이빗과 골리앗 - 레이첼 리
- 바다야미안해 - 안젬마
- 부산의 바다 이야기 - 김예원
- 순간이동소년 - 안윤성
- 엄마의 상자 - 허윤
- 우유남 - 박근형 외 1명
- 이세상은 내가 정복했다. - 배민영
- 잘못된선택 - 박시현
- 클릭 - 갈리나 미클리노바
- 팥빵돌이 - 전가현
- 파티 - 샘 윈스 스피어-실링
- 러브임파서블 - 정유리
- 멋진하루 - 서지운
- 선물 - 강찬화
- 오빠왔다 - 손세림
- 윤정 - 장호선
- 조약돌 - 한민호
- 펜 - 이진혁
- 표백 - 위준성
- 필름이 감기는 소리 - 전희수

### 큰나래 모음
- #BKKY - 논따왓 눔벤차뽈
- 입시충 - 김재우
- 하트스톤 - 구두문두르 아르나르 구드문드손
- 가능한 삶 - 이바노 데 마테오
- 그 날은 올 것이다 - 예스퍼 W. 닐슨
- 극장판 빰바라빤쮸: 바나나 왕국의 비밀 - 벤비 네코
- 극장판 프랭키와 친구들: 생명의 나무 - 박정오
- 길버트 그림의 복수 - 한네 라르센
- 꼬마돼지 베이브의 대모험 - 테레사 스트로젝
- 나의 산타 이야기 - 야곱 라이
- 내 이름은 꾸제트 - 클로드 바라스
- 내 이름은 에밀리 - 사이먼 피츠모리스
- 닌도르프의 여왕 - 조야 토메
- 드림쏭 - 애쉬 브래넌
- 래빗스쿨: 황금알의 수호자 - 우테 폰 뮌쇼폴
- 로미오와 줄리엣 - 마시모 코폴라
- 마운틴 미라클 - 토비아스 뷔에만
- 미국에서 온 모리스 - 차드 하티건
- 빌라즈 학교에 가다 - 프레더릭 멜달 노르가드
- 사샤의 북극 대모험 - 레미 샤예
- 생쥐야 어딨니? - 시몬 반 뒤셀도르프
- 스톰: 위대한 여정 - 데니스 보츠
- 쌀 일곱 푸대 - 마리셀 카리아가
- 아빠가 전쟁에 나간 후 생긴 일 - 니콜 반 킬스돈크
- 안녕 히어로 - 한영희
- 알리아스 마리아 - 호세 루이스 루겔레스
- 양말 먹보 휴고 - 갈리나 미클리노바
- 어드벤처 클럽 - 토마즈 스자프랜스키
- 엘프의 나라에 간 휴고 - 카스텐 루돌프
- 오프라인:다음 레벨로 가시겠습니까? - 플로이안 슈넬
- 우리 선생님이 개구리라니! - 안나 반 데르 헤이데
- 이중섭의 눈 - 김희철
- 이크발과 슈퍼칩 대소동 - 올리버 잘레
- 초록 들판의 노란 꽃들 - 빅터 부
- 칠드런 온라인 - 카트리나 행걸
- 키코리키: 황금모자의 비밀 - 데니스 체르노프
- 특별한 크리스마스 - 테레사 폰 엘츠
- 파란문 너머의 환상세계 - 마리우스 팔리지
- 패니의 여행 - 롤라 드와이옹
- 폴라 보이 - 아누 아운
- 행운은 용감한 자의 편 - 노버트 레히너

### 작은나래 모음
- 감자 외계인 웜보 - 다니엘 액트
- 그린친구 음악회 - 이지미
- 꼬마 공주와 어둠의 숲 - 에밀 기누
- 꼬마산의 기적 - 얄레나 발프
- 룩스 - 주잔 호프만
- 마법의 양탄자 - 새타이아 슐로서
- 마음 - 야저 탈비
- 백조의 꿈 - 토머스 슈나이더
- 부엉이의 밤 - 니콜라스 비안코-르브린
- 비버의 댐 이야기 - 켈 보어스마
- 윌리와 참새 친구들 - 엘리사 클레멘트
- 이다와 침대 밑 괴물 - 엘레나 슈미트
- 재즈동물원 - 아담 마르코-노드
- 프레드와 애나벨 - 랄프 쿠쿨라
- 게와 소년 - 이샤니 자야마하
- 고양이와 함께 셀카 - 제프리 아시
- 곱슬머리가 되고 싶어 - 레베카 아쿤
- 난 어떡해 - 이지니
- 달걀소년 오드 - 크리스틴 울세스
- 엄마 새 이야기 - 마리나 카르포바
- 위기일발 비밀의 숲 - 제시카 두왈드
- 하늘과 연주하는 날 - 휴 밸랑
- 할아버지의 우주 - 알렉산드르 아텐느
- 강아지와 나 - 유소연
- 고백 - 김우현
- 구멍 - 바트 바젬
- 나도 츠바사 - 빌랄 코쿠트
- 동그란 늑대 - 마리온 자몰트
- 보이레이저 - 피터 폰티키스
- 샌들 - 제이지 조네드
- 작은차이 - 끌로에 듀물랑
- 콘트라스트 - 주보라지 샤민
- 크리스마스의 별 - 사무엘 리
- 해니미와 구르미 - 유소연
- 다즐링 다이어리 - 쿠샬 신하 호이
- 마이 게이 시스터 - 리아 히에탈라
- 소년 바큿 - 미에렘 드베크바
- 아워 소누 - 슈타 M. 벤드로
- 캐서린 - 브릿 라에즈
- 캐치 - 홀리 브레이스-라브와
- 트리가 - 멜로니 풀
- AABA - 아마르 카우시크
- 난 너의 꾸꾸꾸 - 유형래
- 사랑의 무게 - 케보크 아슬라니안
- 상구 - 박성관
- 가을단기방학 - 정가영
- 길 잃은 소년 - 압두 카디르 엔디야
- 날고 싶어 - 산타모니카
- 당신에게로 - 빅토르 린드그렌
- 가을, 그리고 봄 - 봉수아
- 내 안의 무냐 - 마샤 할버스타드
- 아이를 가진 남자 - 마샤 할버스타드
- 잘 보낸 오후 - 마틴 터크
- 후엠아이 - 박지현

### 야외극장-달빛별빛
- 국가대표2 - 김종현
- 독수리 에디 - 덱스터 플레처
- 마이티 덕 - 스티븐 헤렉
- 쿨 러닝 - 존 터틀타웁

### 특별전
- 로보 독 - 안토니 스티븐 지오다노
- 로봇 - 크리스 웨지 외 1명
- 로비와 토비의 환상 여행 - 볼프강 그루스
- 월-E - 앤드류 스탠튼
- 팀 - 롤프 반 에릭